# 河口健児
河口健児（かわぐち けんじ、1972年6月3日 - ）は、日本の財務官僚。防衛省大臣官房会計課長。

## 来歴
東京都出身。横浜市立大学商学部卒業。一橋大学大学院経済学研究科在学中に国家公務員一種試験（経済）を受ける。一橋大学大学院経済学研究科を中退し、1997年 大蔵省に入省（国際金融局総務課）。1999年7月からコロンビア大学大学院へ留学。
2007年7月 東京国税局総務部総務課長とり、その後は主計局主計官補佐（公共事業第四係主査）、主計局主計官補佐（農林水産第三係主査）、主計局主計企画官補佐（調整第一係主査）、主計局主計官補佐（農林水産第一係主査）兼主計局司計課予算執行調査官などを経験する。
2015年7月13日 派遣職員（東京オリンピック・パラリンピック競技大会組織委員会企画財務局財務部長）。2022年4月 派遣職員（東京オリンピック・パラリンピック競技大会組織委員会企画財務局次長兼企画財務局財務部長）。同年7月 主計局主計官（農林水産担当）。同期の中で初の主計官となった。2023年7月 防衛省大臣官房会計課長。

## 略歴
- 1997年4月：大蔵省に入省（国際金融局総務課）[1]。
- 1998年6月22日：国際局総務課[1]。
- 1999年7月：コロンビア大学大学院へ留学[1]。
- 2001年7月：財務省大臣官房総合政策課調査主任[2]。
- 2002年7月：大臣官房総合政策課企画係長[3]。
- 2003年7月：金融庁総務企画局企画課長補佐。
- 2004年7月：金融庁監督局総務課長補佐。
- 2005年7月：関税局業務課長補佐。
- 2006年7月：大臣官房秘書課長補佐（大臣政務官秘書官）。
- 2007年7月：東京国税局総務部総務課長。
- 2008年7月：主計局主計官補佐（公共事業第四係主査）。
- 2009年7月：主計局主計官補佐（農林水産第三係主査）。
- 2010年7月：主計局主計企画官補佐（調整第一係主査）。
- 2011年7月：主計局主計官補佐（農林水産第一係主査） 兼 主計局司計課予算執行調査官。
- 2012年7月13日：大臣官房秘書課長補佐 兼 大臣官房秘書課首席監察官 兼 大臣官房秘書課人事企画室長 兼 大臣官房地方課長補佐。
  - 2013年1月：兼 内閣官房総理大臣官邸事務所。
- 2013年7月：大臣官房秘書課長補佐 兼 大臣官房秘書課首席監察官 兼 大臣官房秘書課人事企画室長。
- 2014年7月：大臣官房付 兼 内閣官房副長官補付 兼 内閣官房日本経済再生総合事務局員。
  - 2014年10月3日：兼 内閣官房すべての女性が輝く社会づくり推進室員。
- 2015年7月13日：派遣職員（東京オリンピック・パラリンピック競技大会組織委員会企画財務局財務部長）。
- 2022年4月：派遣職員（東京オリンピック・パラリンピック競技大会組織委員会企画財務局次長 兼 企画財務局財務部長）。
- 2022年7月：主計局主計官（農林水産担当）。
- 2023年7月：防衛省大臣官房会計課長。

## 財務省同期入省
| 氏名       | 出身大学                  | 配属先             | 職歴                                                             |
| ---------- | ------------------------- | ------------------ | ---------------------------------------------------------------- |
| 大江亨     | 東大法卒                  | 理財局資金第一課   | 理財局財政投融資総括課長                                         |
| 岡田光信   | 東大農卒                  | 主計局             | アストロスケール創業者兼CEO                                      |
| 小黒一正   | 京大理卒 一橋大院経済修了 | 証券局総務課       | 法政大学経済学部教授                                             |
| 尾﨑輝宏   | 東大法卒                  | 銀行局総務課       | 主計局主計官（国土交通、公共事業担当）                           |
| 古賀篤     | 東大法卒                  |                    | 衆議院議員、内閣府副大臣、総務大臣政務官（行政管理、統計を担当） |
| 佐藤伸樹   | 東大法卒                  | 銀行局調査課       | 理財局国債企画課長                                               |
| 藤井良太郎 | 東大法卒                  | 証券局             | ペルミラ・アドバイザーズ代表取締役社長                           |
| 藤山智博   | 東大法卒                  | 関税局企画課       | 主税局税制第二課長                                               |
| 村上正泰   | 東大経済卒                | 大臣官房調査企画課 | 山形大学大学院医学系研究科教授                                   |